# WrestleMania XL
WrestleMania XL (или WrestleMania 40) — юбилейное, сороковое в истории шоу WrestleMania. Это премиум-шоу производства американского рестлинг-промоушна WWE, которое прошло 6 и 7 апреля 2024 года на арене «Линкольн Файненшел Филд» в Филадельфии, Пенсильвания. Мероприятие показано по традиционной системе pay-per-view (PPV) по всему миру, а также на сервисе WWE Network, который в разных регионах мира доступен на разных площадках, в частности, в США шоу показано на Peacock.
WrestleMania XL была второй WrestleMania, которая прошла в Филадельфии, после WrestleMania XV, организованной в 1999 году. Также это была первая WrestleMania с 2014 года, в названии которой были латинские цифры.
В главном событии первого дня The Bloodline (Скала и Роман Рейнс) победили Коди Роудса и Сета «Фрикин» Роллинса в командном матче. В результате их победы условием матча за титул неоспоримого чемпионого Всленной WWE во второй день стал матч по правилам The Bloodline.
В главном событии второго дня Коди Роудс победил Романа Рейнса в матче по правилам The Bloodline и завоевал титул неоспоримого чемпиона Вселенной WWE, завершив тем самым 1316-дневное пребывание последнего в статусе чемпиона мира.

## Организация

### Предыстория WrestleMania
WrestleMania — флагманское шоу WWE, впервые проведённое в 1985 году, и с тех пор ежегодно проводимое в период с середины марта по середину апреля. Это было первое PPV-шоу WWE, а также первое крупное событие компании, доступное для просмотра в режиме стриминга, когда WWE начала использовать этот способ трансляции в 2014 году. На текущий момент это самое давнее из регулярно проводимых шоу WWE. Наряду с Royal Rumble, SummerSlam и Survivor Series это одно из шоу, составляющих неофициальную «Большую Четвёрку». В 2019 году WrestleMania оценили как шестой самый дорогой спортивный бренд в мире по версии Forbes, и была названа «Супербоулом спортивных развлечений». На шоу традиционно проводили матчи всех брендов WWE, даже в эпоху их разделения. Подобно «Супербоулу», города участвуют в тендере на право проведения WrestleMania. С 2013 по 2022 годы организация WrestleMania суммарно принесла в бюджеты городов, где проводилось шоу, более 1,25 миллиардов долларов.

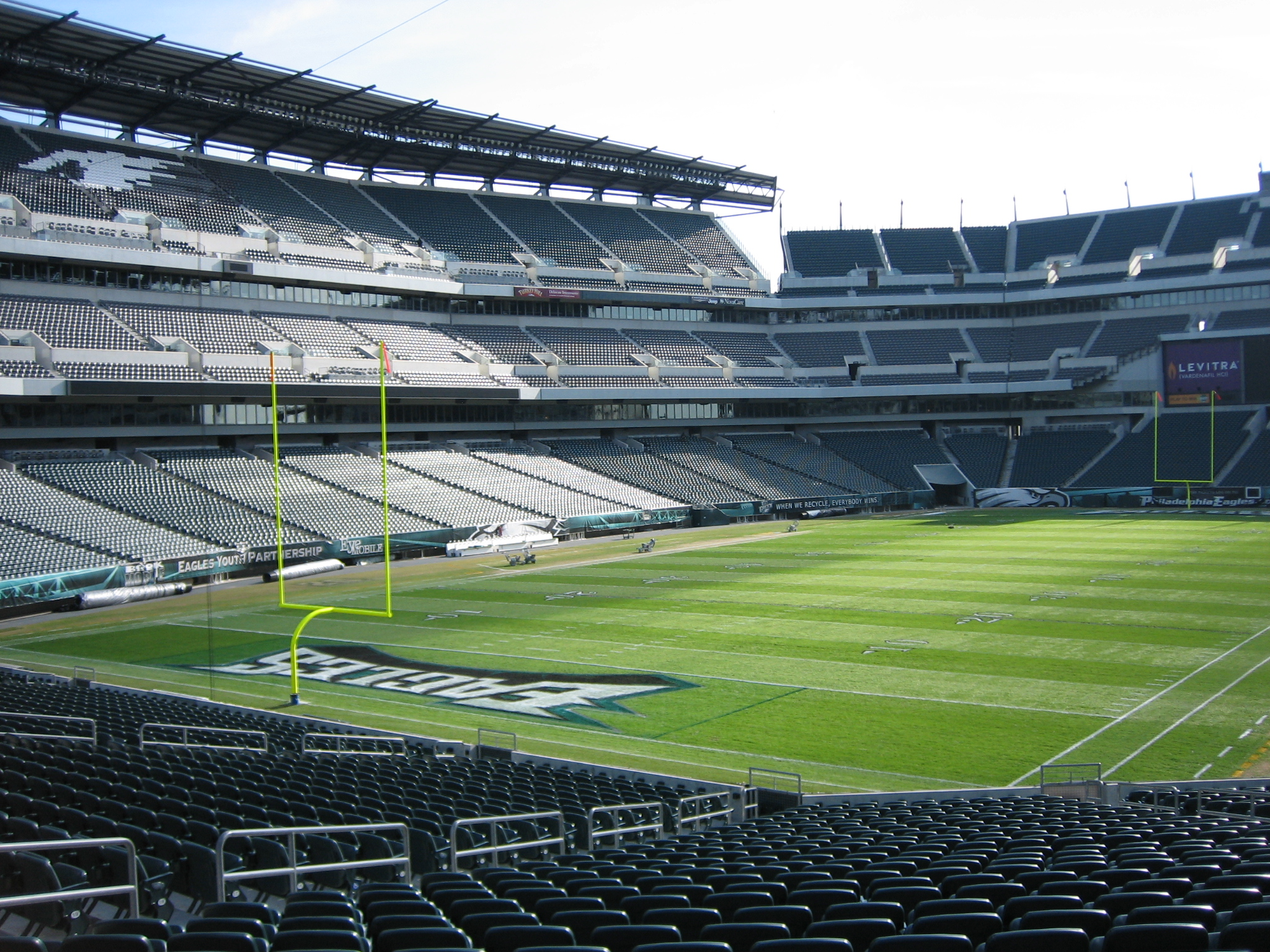
Шоу пройдёт на арене Линкольн Файненшел Филд в Филадельфии, штат Пенсильвания.

WrestleMania в 2024 году станет первым шоу линейки WrestleMania, которое проведут после того, как годом ранее промоушн был продан Винсом Макмэном компании Endeavor. WWE было объединено с UFC в одну компанию открытого типа TKO Group Holdings, при этом на организации шоу WWE продажа никак сказалась.

### Предыстория шоу в Филадельфии
Филадельфия — город с богатыми традициями рестлинга. В городе и окрестностях традиционно проводятся шоу WWE. Первые подтверждённые сообщения об организации шоу WWE в регионе Филадельфии датированы 1957 годом (тогда промоушн назывался Capitol Wrestling и проводил шоу под эгидой NWA). Записи шоу для трансляции по региональному телевидению в регионе начали проводить в 1960 году. В 90-е годы XX века в Филадельфии функционировал революционный промоушн рестлинга Extreme Championship Wrestling, многие фирменные элементы которого заимствовали ведущие промоушны и в 90-е годы XX века, и уже в XXI веке.
Первое премиум-шоу (ранее — PPV) в Филадельфии провели в 1990 году, это было главное летнее шоу года SummerSlam (1990), его организовали на арене «Спектрум», которая была снесена в 2010—2011-х годах. В 1999 году в Филадельфии прошла WrestleMania XV, это шоу организовали на арене «Фёрст Юнион Центр», которая сейчас называется «Уэллс Фарго Центр». Предыдущее Премиум-шоу WWE в Филадельфии прошло в октябре 2022 года, это было Extreme Rules (2022).
Традиционно для WrestleMania в 2024 году был подготовлен дизайн в стилистике принимающего города. Ключевым элементом логотипа стал символ Филадельфии «Колокол Свободы». Дизайн исполнен в зелено-бело-черных цветах, в которых на этом же стадионе выступает местная команда NFL Филадельфия Иглз.

### Организация и проведение шоу
27 июля 2022 года объявили, что впервые в истории юбилейная WrestleMania будет проведена не в Нью-Йорке. Согласно анонсу проведение шоу запланировано на арене «Линкольн Файненшел Филд» в Филадельфии, штат Пенсильвания.
Билеты поступили в продажу 18 августа 2023 года. В первые же день было реализовано более 90 тысяч билетов, что стало рекордом в истории WWE по продажам за один день. Также в первый же день был превышен рекорд по выручке от продаж билетов. Предыдущий показатель был установлен WrestleMania 39 и составлял 21.6 миллионов долларов.

### Спонсоры и корпоративные бренды на шоу
6 марта было объявлено, что впервые у WrestleMania появится официальная водка. По контракту, заключённому с компанией Sazerac, такой стала водка Wheatley. Это был первый случай, когда WWE заключил спонсорский контракт по крепкому алкогольному напитку. Также это первый случай, когда у главного шоу WWE в году появилась официальная водка.

### Другие мероприятия WWE на неделе WrestleMania
Традиционно на неделе WrestleMania, а также сразу после в городе, где проводится это шоу, проводят ряд других мероприятий. В ноябре 2023 года объявили, что Филадельфия также примет несколько других шоу WWE. 5 января на арене Wells Fargo Center проведут записи Smackdown. Сразу после этого шоу будет организована церемония введения новых членов в Зал Славы WWE. В субботней программе на Wells Fargo Center запланировано премиум-шоу NXT «Stand and Deliver». Также в понедельник 8 апреля там же будут проведены съёмки шоу RAW.
19 февраля было анонсировано, что при сотрудничестве с компанией «Fanatics» на неделе WrestleMania будет организован 5-дневный фестиваль и выставка WWE World. Местом проведения выбрали Выставочный центр Филадельфии, входные билеты оценивались от 30 до 300 долларов. Выставка предполагала иммерсивные проекты, встречи с рестлерами, турнир по игре WWE 2K24, публичные записи подкастов, а также продажу сувенирной продукции и раздачу автографов.
8 марта 2024 года объявили, что накануне уик-енда WrestleMania, в четверг 4 апреля в Филадельфии пройдёт концерт Гробовщика «1 deadMAN SHOW», который гастролирует с выступлениями по всей стране. По ходу этих ивентов Гробовщик рассказывает истории из прошлого, вспоминает карьеру и общается со зрителями. Мероприятие пройдёт в концертном зале «Филлмор». Билеты поступят в продажу 12 марта.
21 марта было объявлено, что в уик-енд WrestleMania также состоится церемония вручения премий «Слэмми.» — традиционные награды, которые с перерывами вручают с 1986года. Обладателей премий определят с помощью онлайн-голосования. Страницы с возможностью выбрать своего фаворита, открылись в тот же день.
4 января 2024 года было объявлено расписание шоу независимого рестлинга, которые пройдут на неделе WrestleMania. Всего же с 3 по 7 апреля в Филадельфии будут организованы порядка 25 шоу (включая организованные совместно) от 21 промоушнов.

### Скандал с иском против Винса Макмэна и WWE
В начале года стало известно, что против Винса Макмэна и WWE был подан иск с обвинениями в сексуальной агрессии, а также в невыплате денег за молчание. Бывшая офисная сотрудница WWE Джейнел Грант обвинила Винса Макмэна в том, что с 2019-го по 2022-й годы она находилась в сексуальной связи с Винсом Макмэном, которому на тот момент уже исполнилось 74 года. Макмэн предложил Грант работу в обмен на сексуальные услуги весьма извращённого характера. В СМИ был опубликован 67-страничный документ, в котором описывались подробности их сексуальных контактов, на которые сама Грант разрешения не давала. Также Макмэн требовал, чтобы она занималась сексом с другими сотрудниками WWE, среди которых был упомянут тогдашний начальник отдела кадров Джон Лауринайтис и неназванный по имени бывший чемпион UFC в тяжёлом весе. Выяснилось, что первый иск Грант к Макмэну был завершён мировым соглашением, по которому Макмэн обязался выплатить ей 3 миллиона долларов в течение трёх лет взамен на документы о неразглашении. После того, как в 2022-м году сведения о выплате денег Макмэном просочились в СМИ, Макмэн приостановил выплату денег. После этого было принято решение подать этот иск. 2 февраля СМИ сообщили, что начато расследование на федеральном уровне.
Винс Макмэн все обвинения в свой адрес отрицал, однако 26 января покинул занимаемый пост Председателя Совета Директоров TKO, оставшись одним из акционеров компании.

## Показ шоу
Как и все остальные Премиум-шоу WWE WrestleMania XL было преимущественно показано на сервисе WWE Network, а также на других площадках, которые купили права на трансляцию эфиров этого сервиса в отдельных странах. В США шоу было доступно на сервисе Peacock, который приобрёл эти права в 2021 году. Также, например, WrestleMania в странах Африки (за исключением северной) была показана на Showmax, в Северной Африке и на Ближнем востоке — на MBC Group, на Филиппинах и в Индонезии — на Disney+, в Австралии — на Binge. Все это расширяет аудиторию показа, поскольку данные сервисы берут существенно меньшую абонентскую плату, чем напрямую WWE Network. В России легальный просмотр WrestleMania будет невозможен из-за того, что в 2021 году WWE Network был заблокирован на территории этой страны.

## Селебрити на WrestleMania XL
Давней традицией WrestleMania является приглашение на шоу известных людей из мира спорта, развлечений, поп-культуры, общественной жизни. Не стала исключением и юбилейная WrestleMania XL.
- 28 января было объявлено, что музыкальную тему WrestleMania снова исполнит музыкант Weeknd. Для шоу была выбрана композиция «Gasoline»[31].

- Группа Motionless in White исполнила музыкальную тему чемпионки Мира Реи Рипли «вживую» на сцене во время ее выхода. Образ солиста группы Рипли копировала на протяжении нескольких лет[32].

## Сюжеты и назначение матчей
Традиционно на шоу WWE рестлеры проводят матчи, развивающие сюжеты и истории. Наиболее частый вид матча — противостояние положительного («фейс») и отрицательного («хил») персонажей. Подготовка матча и раскрытие сути конфликта происходит на телевизионных шоу — в случае основного ростера WWE это Raw и SmackDown. По сложившейся с 1993 год традиции, место в главном матче WrestleMania получает победитель Королевской Битвы. Так происходило каждый год за исключением 1997, 1999 и 2008 годов, хотя в 2008 году Джон Сина, выигравший Королевскую Битву, все равно оказался в титульном матче на WrestleMania.
Назначение главного матча WrestleMania XL было связано с противоречивым сюжетом. Коди Роудс, вернувшийся в WWE двумя годами ранее и проигравший матч Роману Рейнсу на WrestleMania 39, продолжил свою дорогу к Чемпионскому титулу, во второй раз выиграв Королевскую битву. Вместе с тем свои претензии на титул предъявил и Дуэйн "Скала" Джонсон, вернувшийся в WWE на RAW 1 января и назвавший себя истинным Вождем племени и Главой стола. На неделе после Royal Rumble Коди Роудс имел возможность выбрать мирового Чемпиона для своего матча на WrestleMania, и поначалу Роудс заявил, что желает матч-реванш с Рейнсом. Однако 29 января на RAW Чемпион Мира в тяжелом весе Сет Роллинс оспорил выбор Роудса, и потребовал матча с собой. 2 февраля на SmackDown Роудс объявил, что изменил решение и не будет драться с Рейнсом. После этого в зале оказался Рок, что дало представление о том, каким именно будет матч. Это событие вызвало резкую критику со стороны зрительского сообщества, видео с этим сегментом побило рекорд WWE по количеству дислайков. После чего сценаристы WWE предположительно изменили свои планы. 8 февраля состоялось мероприятие в честь WrestleMania XL, где Рейнс и Рок объявили, что встретятся в "самом крупном матче в истории про-рестлинга". Появившийся Коди Роудс напомнил о своей победе и заявил, что в матче с Рейнсом будет участвовать он. Рок в ответ разозлился, ударил Роудса по щеке. В этом противостоянии Роудса поддержал Сет Роллинс. 10 февраля креативный директор WWE Игрок объявил, что Рейнс будет защищать титул от Роудса. 12 февраля на RAW Роудс подтвердил, что решение изменил из-за реакции зрителей. Роллинс поддержал его решение, предложил прикрыть его на WrestleMania, учитывая что Роман Рейнс активно задействовал помощь своих приспешников по группировке "Кровная линия" для защиты титула. 16 февраля на SmackDown Рок присоединился к группировке, усилив эти подозрения. 24 февраля на Elimination Chamber: Perth Роудс предложил Року матч 1х1 в любом будущем. 1 марта на Smackdown Рок отказался от этого вызова и предложил командный матч, в котором Роудс и Роллинс встретились бы с Роком и Рейнсом в главном событии первого дня WrestleMania XL, добавив, что если тем удастся победить, ни одному члену Кровной связи не разрешено будет находиться в зале во время матча Роудса против Рейнса. Но если исход будет другим, то матч пройдет без правил. 8 марта на SmackDown Роудс и Роллинс согласились. Также было озвучено и еще одно правило матча: если Коди не сможет победить Романа на WrestleMania XL, более он не сможет претендовать на титул Чемпиона, пока им владеет Рейнс.

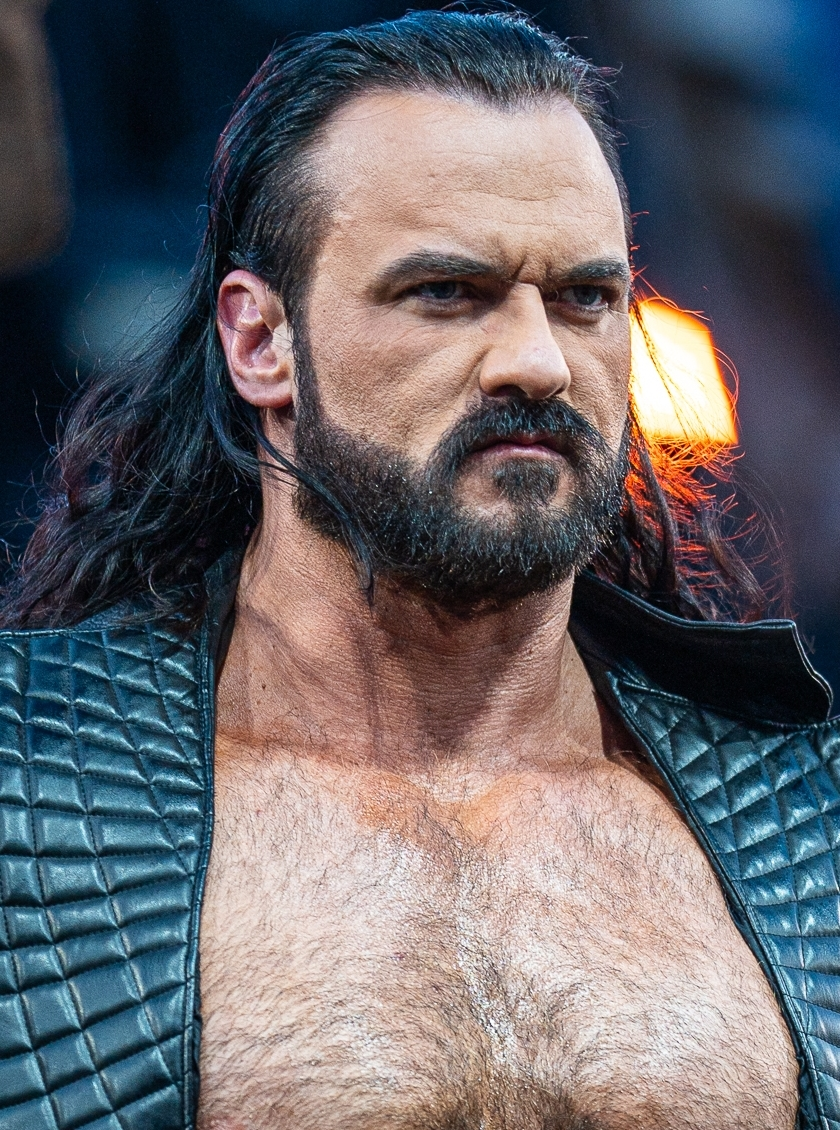
Дрю Макинтайр стал Чемпионом Мира в тяжелом весе на WrestleMania XL.

На Smackdown 9 февраля директор WWE по контенту Пол Левек объявил, что Чемпион Мира в тяжёлом весе Сет Роллинс будет защищать свой титул от победителя матча в Клетке уничтожения на шоу Elimination Chamber: Perth. Участниками этого матча станут шесть победителей квалификационных матчей. В тот же день место в «Клетке» себе гарантировали Дрю Макинтайр, победивший Эй Джей Стайлза, а также Рэнди Ортон, победивший Сами Зейна. Матч в Мужской "Клетке Уничтожения" был выигран Дрю Макинтайром, который получил путевку на WrestleMania XL и матч против Сета Роллинса, для которого этот матч станет вторым на главном шоу WWE в году.
Рея Рипли владела Женским чемпионством Мира WWE с WrestleMania прошлого года, где она одолела Шарлотт Флэр, отобрав у неё титул. После того, как победительница Королевской битвы 2024 Бэйли выбрала другое чемпионство для своей титульной возможности, было объявлено, что противница Рипли определится на следующем Премиум-шоу Elimination Chamber в одноименном матче. Победительницей этого матча оказалась Бекки Линч. Позже на том же шоу Рипли одолела Наю Джекс, подтвердив свои чемпионские полномочия, таким образом матч был утвержден. В преддверии WrestleMania Линч также победила Наю Джекс в матче по правилам «Последняя оставшаяся на ногах», а также Лив Морган, которая оставалась единственной рестлершей, кому удавалось победить Рею Рипли после её вступления в «Судный день». Накануне шоу Рипли вмешалась в телевизионное шоу, гостьей которого была Бекки Линч, но драку удалось предотвратить. Линч в течение нескольких недель перед WrestleMania участвовала в рекламном туре своей книги, она также посетила Белый дом во время празднования Дня Святого Патрика и получила гражданство США. В понедельник накануне шоу объявили, что этот матч состоился в воскресной части WrestleMania. Накануне шоу стало известно, что музыкальную тему Рипли исполнит "вживую" группа Motionless in White, один из образов солиста которой Рипли копировала на протяжении нескольких лет.
11 марта на RAW генеральные менеджеры Эдам Пирс и Ник Алдис объявили о том, что на WrestleMania XL состоится командный матч с лестницами, в котором Дамиан Прист и Финн Балор будут защищать титулы от пяти других команд - двух с Smackdown и трех с RAW. Были назначены квалификационные матчи, в которых определялись участники. На Smackdown 15 марта стартовал турнир от синего бренда. В матчах 1 раунда Анхель и Умберто, победили Хоакина Уайлда и Круса дель Торо, а Пит Данн и Тайлер Бэйт - Смертельно Красивых. На RAW 18 марта Джонни Гаргано и Томмазо Чиампа победили братьев Крид, Миз и Рон Киллингс победили Индус Шер, а Новый День - Альфа Академию. 22 марта на SmackdDown Остин Тиори и Грейсон Уоллер победили ОК, а Уличная Нажива - Авторов Боли в турнире от синего бренда. 29 марта на SmackDown в финалах Тиори и Уоллер победили Наживу, а Бэйт с Данном - Анхеля и Берто. 1 апреля этот матч поставили в кард субботней части WrestleMania.

## Матчи

### Первый день[64]
| №                               | Результаты | Условия | Время |
| ------------------------------- | --- | --- | ----- |
| 1                               | Рея Рипли (ч) победила Бекки Линч | Матч за титул чемпионство мира среди женщин | 17:05 |
| 2                               | A-Town Down Under (Остин Тиори и Грейсон Уоллер) и «Великолепная правда» (Миз и Ар-Труф) победили «Судный день» (Финн Балор и Дамиан Прист) (ч), #DIY (Джонни Гаргано и Томмасо Чиампа), «Новый день» (Кофи Кингстон и Ксавье Вудс), «Новую кэтч-республику» (Пит Данн и Тайлер Бейт) получив чемпионские титулы SmackDown и Raw соответственно. | Матч шести команд с лестницами за неоспоримое командное чемпионство WWE. Чтобы матч закончился, необходимо было достать оба комплекта поясов.                                                                      | 17:25 |
| 3                               | Рей Мистерио и Андраде (с Карлито, Крузом Дель Торо, Хоакином Уайлдом и Зелиной Вегой) победили Сантоса Эскобара и «Грязного» Доминика Мистерио (с Анхелем, Берто и Электрой Лопес) | Командный матч | 11:05 |
| 5                               | Бьянка Белэр, Джейд Каргилл и Наоми победили Damage CTRL (Дакота Кай, Аска и Каири Сейн) | Командный матч шести человек | 8:05  |
| 6                               | Сами Зейн победил Гюнтера (ч) | Матч за титул интерконтинентальное чемпионство WWE | 15:30 |
| 7                               | The Bloodline (Роман Рейнс и Скала) победили Коди Роудса и Сета Роллинса | Командный матч. Если The Bloodline побеждают, матч Рейнса и Роудса во второй день пройдёт без правил; если проигрывают — не смогут находиться у ринга во время матча за титул неоспоримого чемпиона Вселенной WWE. | 44:35 |
| - (ч) – чемпион на начало матча | | |       |

### Второй день
| №                               | Результаты | Условия                                                                                            | Время |
| ------------------------------- | --- | -------------------------------------------------------------------------------------------------- | ----- |
| 1                               | Дрю Макинтайр победил Сета «Фрикин» Роллинса (ч)                                                                                                 | Матч за чемпионство мира в тяжёлом весе                                                            | 10:30 |
| 2                               | Дамиан Прист победил Дрю Макинтайра (ч) | Матч за чемпионство мира в тяжёлом весе                                                            | 0:09  |
| 3                               | Бобби Лэшли и Монтез Форд и Анджело Докинз) (с Би-Фэб) победили «Последний завет» (Каррион Кросс, Акам и Резар) (со Скарлетт и Полом Эллерингом) | Командный матч шести человек — филадельфийская уличная драка. Специальный рефери — Бабба Рей Дадли | 8:35  |
| 5                               | Логан Пол (с IShowSpeed) (ч) победил Кевина Оуэнса и Рэнди Ортона                                                                                | «Тройная угроза» за чемпионство Соединённых Штатов WWE                                             | 17:40 |
| 6                               | Бэйли победила Йио Скай (ч) | Матч за титул чемпионство WWE среди женщин                                                         | 14:20 |
| 7                               | Коди Роудс победил Романа Рейнса (ч) | Матч по правилам The Bloodline за неоспоримое чемпионство Вселенной WWE                            | 33:25 |
| - (ч) – чемпион на начало матча | | |       |